# Robert Hansen
 Ikke at forveksle med Robert Hanssen.
 Der er flere personer med dette navn, se Robert Hansen (flertydig).
Robert Hansen (født 5. oktober 1979 i Hvidovre) er en dansk skuespiller og tv-vært. Han fik sin debut som skuespiller i 1994, hvor han som 15-årig spillede med i Regner Grasten-filmen Vildbassen. I 1999 fik han sit folkelige gennembrud i Kærlighed ved første hik, hvor han spillede hovedrollen Viktor over for Sofie Lassen-Kahlkes Anja. Filmen blev en stor succes og er set af over en halv million mennesker i biografen. Den blev fulgt op med yderligere fire film om Anja og Viktor, som tilsammen solgte over 2 millioner biografbilletter. Under optagelserne til den første film, mødte han Mira Wanting, som han dannede par med i 10 år frem til 2008.
Han har haft betydelige roller i bl.a. Dykkerne (2000), Den gode strømer (2004), Familien Gregersen (2004), Simon & Malou og Oldboys (begge fra 2009). Han har også medvirket i en række tv-serier og har desuden haft roller i musicals som Flashdance, Dirty Dancing og Kærlighed ved første hik. Fra 2008 til 2012 havde han fast kontrakt som tv-vært hos TV3. Her stod han i spidsen for programmer som Magi i luften (2008), Hjælp jeg er i Japan (2010), Det' løgn og Det perfekte minut (begge fra 2011). Derudover har han lagt stemmer til rollen som Hikke i animationsfilmen Sådan træner du din drage (2010) og de to efterfølgere.
I 2007 vandt han sammen med den professionelle danser Marianne Eihilt årets Vild med dans. I 2009 udgav han sin selvbiografi, Velkommen på forsiden, på Forlaget Turbulenz.
Han er dog også kendt for sit tidligere turbulente liv, der i en årrække blev berørt af historier i pressen om alkohol- og kokainmisbrug. Desuden har han også gjort sig bemærket i form af en række voldssager. I august 2023 blev han idømt fire måneders ubetinget fængsel for vold mod sin ekskæreste Nynne Larsen. Den 4. marts 2025 blev han idømt fire måneders ubetinget fængsel for to forhold af vold begået mod en kvinde.

## Baggrund

### Opvækst
Robert Hansen voksede op i Hvidovre med sin mor, far og syv år ældre storesøster. Hjemmet var plaget af forældrenes fester og druk. Som 14-årig fik han nok af stemningen derhjemme og flyttede hjemmefra: 
| „ | Det hele blev for meget, og jeg gjorde oprør. Jeg gad ikke mere, så jeg flyttede hen på et vaskeri, hvor jeg boede i tre dage. Men jeg måtte se mig slået. Jeg havde ikke vådt eller tørt, men fik kun lidt af mine kammerater. | “ |

I perioder forsvandt hans far på druk, der strakte sig over flere dage, hvor familien ikke vidste, hvad der var sket med ham. Som barn spillede han fodbold og var fascineret af hiphop-musik. Hans mor Liselotte Hansen døde i november 2013 af kræft – hun blev 60 år og forældrene nåede at være gift i 42 år.

## Karriere
Som teenager havde han svært ved at sidde stille i skolen, så da hans mormor læste i avisen, at et filmhold søgte en "vildbasse" til en ny familiefilm, tænkte hun på sit barnebarn. Han kom som 15-årig til casting på filmen Vildbassen og fik filmens hovedrolle foran 1300 andre børn. Filmen blev hans introduktion til skuespillet, men også til kollegaen Sofie Lassen-Kahlke, som kom til at følge ham i mange år. Vildbassen blev en moderat biografsucces med over 220.000 solgte billetter. Han havde efterfølgende en mindre rolle som Tom i Krummerne 3 - Fars gode idé (1994). I 1995 havde han en større rolle i Lasse Spang Olsens ungdomsfilm Operation Cobra. Han havde herefter en række mindre roller i blandt andet tv-serierne Madsen og Co. og Strisser på Samsø inden han i 1999 tog på skuespilskole i West Hollywood i Los Angeles i tre måneder sammen med Sofie Lassen-Kahlke.

Karrierens helt store gennembrud var i rollen som den kejtede gymnasiedreng Viktor Knudsen i filmatiseringen af Dennis Jürgensens ungdomsroman Kærlighed ved første hik. Kærlighed ved første hik havde premiere i landets biografer den 15. oktober 1999, og ungdomsfilmen var en massiv succes, der solgte 521.000 billetter. I 2019 udtalte Robert Hansen under et interview, at: 

Kærlighed ved første hik banede vej for hele min karriere, men det var også den film, som gjorde det svært for mig at være nogen steder. Fra den ene dag til den anden kunne jeg ikke gå på gaden, uden at folk råbte efter mig.
I 2000 spillede han rollen som den 17-årige Christian i Åke Sandgrens thriller Dykkerne, som er en fortælling om to unge dykkeres jagt på en sunken ubåd og deres møde med overnaturlige kræfter. I 2001 havde den efterfølgende Kærlighed ved første hik film premiere. Anja & Viktor havde biografpremiere den 3. august 2001 og fik på daværende tidspunkt rekorden for den største åbningsweekend for en film nogensinde i Danmark med et publikumstal på 151.000 og en omsætning på 8,3 millioner kroner. Efter 10 dage var filmen set af 331.590 mennesker og fik dermed også slået rekorden som den mest sete film i danmarkshistorien efter kun 10 dages visning. Den tredje film i serien, Anja efter Viktor, kom i 2003 og blev også en biografsucces. Anja efter Viktor blev med 350.000 solgte billetter den anden mest sete danske film i 2003, kun overgået af Arven. I 2004 havde han roller i Den gode strømer, Kongekabale og Familien Gregersen.
Anja og Viktor filmene vendte tilbage i 2007 med Anja og Viktor - Brændende kærlighed og i 2008 med Anja og Viktor - i medgang og modgang. De fem Anja og Viktor film har tilsammen solgt over 2 mio. biografbilletter i Danmark. I 2009 havde han en birolle i Simon & Malou samt hovedrollen i Oldboys. Fra 2008 til 2012 havde han fast kontrakt som tv-vært hos TV3. Her stod han i spidsen for programmer som Magi i luften (2008), Hjælp, Jeg er i Japan (2010), Det' løgn og Det perfekte minut (begge fra 2011). Hans seneste medvirken i en dansk film var i Min søsters børn i Afrika (2013).
I 2018 indtog han og Sofie Lassen-Kahlke igen rollerne som Anja og Viktor i Kærlighed ved første hik - the musical.

## Personlige liv

### Forhold
Han dannede par med skuespillerkollegaen Mira Wanting i ca. 10 år. Wanting blev gravid med Hansens barn, men mistede barnet under graviditeten i 2008, og parret gik fra hinanden samme år. Hun døde af livmoderhalskræft i 2012.
Fra 2009 til 2015 var han kærester med Pernille Fredskild Thøgersen. Den 15. oktober 2012 fødte hun parrets søn.

### Forretningsforhold og pokerspiller
Robert Hansens anpartsselskab Karma Entertainment blev den 3. juli 2017 begæret konkurs. Det seneste offentliggjorte regnskab for firmaet er fra indkomståret 2014-2015. Dengang var Karma Entertainments årlige bruttofortjeneste på 487.786 kr. Han hævede godt 24.000 kr. om måneden i løn og udbytte. Han har tidligere udtalt, at han lever af royalties. Under retssagen for vold mod ekskæresten Nynne Larsen i august 2023, udtalte han, at han var sygemeldt og modtog sygedagpenge.
Han er en desuden en ivrig pokerspiller, og har som en del af Team Unibet deltaget ved større pokerturneringer i USA, Portugal og Tjekkiet. Ved en pokerturnering i Warszawa i december 2009 blev det til en 22.-plads, hvilket indbragte ham 30.000 kr. Ved Unibet Open Golden Sands-turneringen i 2010 kom han på en 24.-plads og vandt 27.000 kroner. I 2011 var han aktuel i TV 2 Zulu-serien Pokerfjæs, der blandt andet havde deltagelse af de danske kendisser Dejan Čukić, Thomas Bo Larsen, Joachim B. Olsen og Dan Rachlin.
Ved 1A World Poker Tour i november 2012 spillede han blandt de bedste efter første dag. Op til turneringen stod han også for markedsføringen af Danske Spil. Tidligere har han spillet med til World Series of Poker og til flere Unibet Open-turneringer. I 2014 vandt han 273.000 kroner på en spilleautomat på Casino Copenhagen.

### Helbredsproblemer
Den 14. april 2015 fik han et ildebefindende i pausen under Dirty Dancing-forestillingen i Tivolis Koncertsal og blev kørt med ambulance til Rigshospitalet, hvor lægerne fandt en livstruende flænge i hans hovedpulsåre. Han gennemgik en otte timer lang hjerteoperation, hvor han fik opereret en kunstig metalplade ind i kranspulsåren, fordi han er født uden den ene hjerteklap.
Den 21. august 2017 blev han indlagt på Rigshospitalet efter han blev ramt af en blødning i hjernen i sin lejlighed på Frederiksberg. På hospitalet blev han akut opereret for at fjerne hjerneblødningen og mindske trykket i hjernen. Den 4. oktober 2017 blev han udskrevet fra Rigshospitalet og overflyttet til Bispebjerg Hospital til genoptræning.

### Alkohol- og stofmisbrug
Den 22. september 2001 fandt politiet under en razzia et par gram kokain på ham – dette afsløres den 2. november i pressen. Den 22. december 2001 blev han igen sigtet for overtrædelse af narkotikalovgivningen, da politiet fandt kokain på ham under en fest på en restaurant i København. Den 29. april 2002 var han til afhøring hos kriminalpolitiet i Hvidovre, hvor han nægtede at have købt kokain af en narkohandler, der havde siddet varetægtsfængslet siden 8. april – sigtet for handel med hash, amfetamin og kokain i større mængder. Han var røget direkte ind på en telefonaflytning, da han palmesøndag 24. marts 2002 ringede til en 27-årig narkohandler i Hvidovre. Politiet mente, at han bestilte kokain, men dette nægtede Robert og udtalte, at opringningen blot drejede sig om et penge-mellemværende. Han indrømmede dog at han to uger tidligere havde taget kokain.
Den 19. marts 2006 udkom Ekstra Bladet med forsiden "På kokain igen". Historien handlede om, at han var blevet taget på "fersk gerning" i at sniffe kokain. Ekstra Bladet var i besiddelse af en video, som var blevet optaget under en privat fest den 18. december 2005 i et selskabslokale på Østerbro. Han forklarede efterfølgende, at han efter et halvt års behandling for sit misbrug var faldet i igen. Den 29. juni 2006 blev han anholdt for spirituskørsel i faderens Audi A4 på Amager. Han fik efterfølgende frakendt kørekortet i tre et halvt år. I juli 2006 lod han sig indlægge på afvænningsklinikken Majorgården i Helsingør for at komme sit misbrug af alkohol og kokain til livs.
I 2021 tilbragte han tre måneder på afvænning på behandlingsstedet Ringgården i Middelfart.

### Voldssager
Natten til den 12. april 2003 overfaldt han Mira Wantings ekskæreste Bastian Møller på værtshuset Rosie McGee's på Vesterbrogade i København. Møller fik et voldsomt spark over benet og to kraftige slag i hovedet, og måtte en tur på skadestuen. Den 3. september 2003 blev han sigtet for vold efter straffelovens paragraf 244. Den 18. juni 2003 overfaldt han sin kæreste Mira Wanting på diskoteket Barfly i Løvstræde i København. Overfaldet skete klokken 01.00 om natten under arrangementet "Very Disko", hvor en stor del af Københavns jetsetmiljø var samlet. Wanting fik mindst et slag i ansigtet. Voldsepisoden blev dog ikke meldt til politiet. Den 15. april 2005 forsøgte han at sparke Wantings opgangsdør ind i Sølvgade 6B. Dette resulterede i en dom for hærværk afsagt den 23. februar 2006 i Københavns Byret. Straffen var otte dagbøder á 700 kroner samt skulle han betale ca. 10.000 kroner i erstatning for de døre han smadrede.
I september 2022 blev han tiltalt for vold mod sin ekskæreste Nynne Larsen. Den 9. august 2023 blev han ved en domsmandsret ved Retten på Frederiksberg idømt fire måneders ubetinget fængsel for to forhold. Ved det første forhold har han slået Nynne Larsen i hovedet med knyttet næve, mens han ved forhold to har slået hende i hovedet med en guitar. Kriminalforsorgen gav ham lov til at afsone i hjemmet på Frederiksberg med fodlænke. Det foregik i perioden fra oktober 2023 til februar 2024.
Den 5. december 2024 blev han varetægtsfængslet i en sag, hvor han blev sigtet for tre forhold, der alle involverede vold, begået mod samme kvinde. Den 4. marts 2025 blev han ved retten på Frederiksberg idømt fire måneders ubetinget fængsel for to tilfælde af vold efter den paragraf i straffeloven, der ofte omtales som simpel vold. Volden skal have fundet sted mellem 26. og 27. november samt 4. december 2024. I det første tilfælde skal han have tildelt kvinden et knytnæveslag i ansigtet, et spark på ballen eller hoften og have revet hende i håret, så hun faldt ned på gulvet. Desuden ridsede han kvinden i ballen med en kniv. Den 4. december 2024 ruskede han hendes hoved i et minut, hvorefter han spyttede hende i ansigtet. Han har flere gange nægtet sig skyldig i alle anklager.

## Filmografi

### Spillefilm
| År   | Titel                                 | Rolle           | Dansk billetsalg |
| ---- | ------------------------------------- | --------------- | ---------------- |
| 1994 | Vildbassen                            | Torben          | 224.330          |
| 1994 | Krummerne 3 - Fars gode idé           | Tom             | 229.509          |
| 1995 | Operation Cobra                       | Allan           | 57.282           |
| 1995 | Cirkus Ildebrand                      | Robert          | 47.809           |
| 1997 | Nonnebørn                             | Dreng           | 13.538           |
| 1999 | Kærlighed ved første hik              | Viktor Knudsen  | 521.339          |
| 2000 | Dykkerne                              | Christian       | 69.836           |
| 2001 | Anja & Viktor                         | Viktor Knudsen  | 572.052          |
| 2002 | Bertram & Co.                         | Severinsen      | 179.543          |
| 2003 | Askepop - the movie                   | Radio Rapporter | 147.839          |
| 2003 | Anja efter Viktor                     | Viktor Knudsen  | 345.563          |
| 2004 | Den gode strømer                      | Farfar          | 95.990           |
| 2004 | Kongekabale                           | Simon Bruun     | 552.251          |
| 2004 | Familien Gregersen                    | Rune            | 151.756          |
| 2007 | Anja og Viktor - Brændende kærlighed  | Viktor Knudsen  | 339.600          |
| 2007 | Pistoleros                            | Martin          |                  |
| 2008 | Det perfekte kup                      | Steen           | 420              |
| 2008 | Anja og Viktor - i medgang og modgang | Viktor Knudsen  | 263.492          |
| 2009 | Monsterjægerne                        | Torben          | 74.140           |
| 2009 | Simon & Malou                         | Carsten         | 40.057           |
| 2009 | Oldboys                               | John            | 56.820           |
| 2010 | Bølle Bob - Alle tiders helt          | Sonny           | 87.597           |
| 2011 | Noget i luften                        | Daniel          | 33.879           |
| 2013 | Min søsters børn i Afrika             | Leif            | 374.610          |

### Kortfilm
- Pieces (1998)

### Tv-serier
- Madsen og Co. (1996) (afsnit 9)
- Strisser på Samsø (1998) (afsnit 11)
- TAXA (1999) (afsnit 55)
- Langt fra Las Vegas (2002) (afsnit 18)
- Mikkel og Guldkortet (2008) (medvirker i 20 afsnit)
- Tung Metal (2010) (medvirker i 6 afsnit)
- Live fra Bremen (2013) (medvirker i 1 afsnit)
- Badehotellet (2015) (medvirker i 2 afsnit i sæson 2)
- Hjørdis (2015) (medvirker i 3 afsnit)
- Klemt (2021) (medvirker i afsnit 5)

### Tv-vært
- SommerSummarum (2001) – DR1
- Magi i luften (2008) – TV3
- Hjælp, Jeg er i Japan (2010) – TV3
- Det' løgn (2011) – TV3
- Det perfekte minut (2011) – TV3